# 알칸올아민
알칸올아민(영어: alkanolamine)은 유기화학에서 알케인 골격에 하이드록실기(−OH)와 아미노기(−NH
2, −NHR, −NR
2)를 모두 포함하고 있는 유기 화합물이다. 아미노알코올(영어: aminoalcohol)이라고도 한다. 대부분의 알칸올아민은 무색이다.

## 종류

알칸올아민
암모니아와 폼알데하이드의 반응으로 생성되는 메탄올아민
에탄올아민
2-아미노-2-메틸-1-프로판올은 옥사졸린의 전구체이다.
발린올은 아미노산인 발린으로부터 유래되었다.
스핑고신은 일부 세포막의 구성 성분이다.

## 1-아미노알코올
1-아미노알코올은 헤미아미날로 더 잘 알려져 있다. 메탄올아민은 가장 단순한 1-아미노알코올이다.

## 2-아미노알코올
2-아미노알코올은 다음과 같이 아민과 에폭사이드의 반응에 의해 보통 생성되는 중요한 유기 화합물의 부류이다.
C
2H
4O + R−NH
2  →  RNHC
2H
4OH
단순 알칸올아민은 용매, 합성 중간생성물 및 고비점 염기로 사용된다.
아미노산의 수소화 또는 수소화물 환원은 상응하는 2-아미노알코올을 생성한다. 예로는 프롤린올(프롤린에서 유래), 발린올(발린에서 유래), 티로신올(티로신에서 유래)이 있다.
주요 구성원으로는 에탄올아민, 다이메틸에탄올아민, N-메틸에탄올아민, 아미노메틸 프로판올이 있다. 종종 알칸올아민 베타 차단제라고 불리는 두 가지 인기 있는 약물인 프로프라놀롤, 핀돌롤은 이 부류의 구성원이다. 아이소에타린은 의학적으로 유용한 또 다른 에탄올아민의 유도체이다.

## 1,3-아미노알코올, 1,4-아미노알코올, 1,5-아미노알코올
- 헵타민올 – 심장 자극제
- 프로판올아민

## 천연물
대부분의 단백질과 펩타이드에는 알코올과 아미노기가 모두 포함되어 있다. 공식적으로 말하면 세린과 하이드록시프롤린이라는 두 가지 아미노산이 알칸올아민이다.
- 베라트리딘 및 베라트린
- 아트로핀과 같은 트로페인 알칼로이드
- 호르몬 및 신경전달물질 – 에피네프린(아드레날린) 및 노르에피네프린(노르아드레날린)

## 같이 보기
- 아미노산
- 아미노당
- 알코올